# Liste der Baudenkmäler in Friedrichstadt (Düsseldorf)
Die Liste der Baudenkmäler in Friedrichstadt (Düsseldorf) enthält die denkmalgeschützten Bauwerke auf dem Gebiet von Düsseldorf-Friedrichstadt, Stadtbezirk 3, in Nordrhein-Westfalen. Diese Baudenkmäler sind in der Denkmalliste der Stadt Düsseldorf eingetragen; Grundlage für die Aufnahme ist das Denkmalschutzgesetz Nordrhein-Westfalen (DSchG NRW).

## Baudenkmäler
| Bild           | Bezeichnung                        | Lage                              | Beschreibung | Bauzeit              | Eingetragen seit   | Denkmal- nummer |
| -------------- | ---------------------------------- | --------------------------------- | --- | -------------------- | ------------------ | --------------- |
| weitere Bilder | Geschäftshaus                      | Berliner Allee 69 Karte           | Architekt: T. Miller | 1956–1959            | 19. September 2016 | A 1660          |
| weitere Bilder | Berliner Bär                       | Ernst-Reuter-Platz o. Nr. Karte   | Die Bronzeplastik wurde von der Bildhauerin und Grafikerin Renée Sintenis geschaffen. Der Düsseldorfer Berliner Bär wurde am 23. September 1960 durch den Regierenden Bürgermeister von Berlin, Willy Brandt, enthüllt. Am selben Tag weihte er auch die Berliner Allee und den Ernst-Reuter-Platz ein. | 1960                 | 14. Dezember 2015  | A 1652          |
| weitere Bilder | Hinterhaus                         | Friedrichstraße 112 Karte         | Das Hinterhaus wurde 1928 von den Koblenzer Architekten Peter Bennewitz und Franz Gilardone, Büro Bennewitz & Gilardone, ursprünglich als Buch- und Kunstdruckerei für Josef Frembgen entworfen. Das Baudenkmal im Blockinnenbereich zählt heute zu einem der am schönsten gestalteten Produktionsgebäude Düsseldorfs. Der viergeschossige Bau besteht aus Eisenbetonrahmen mit Eisenbetondecken, ist verputzt und besitzt Metallsprossenfenster.                                                              | 1928                 | 12. Januar 1988    | A 1095          |
| weitere Bilder | Platzanlage                        | Fürstenplatz o. Nr. Karte         | | 1906                 | 17. Mai 1994       | A 1310          |
| weitere Bilder | Industriebrunnen                   | Fürstenplatz o. Nr. Karte         | Die monumentale Brunnenanlage aus Muschelkalk mit einem großen flachen Becken gestaltete der Architekt Gotthold Nestler. Die drei überlebensgroßen Bronzeplastiken „Vulkan“ (der göttliche Schmied) und zwei seiner Gehilfen „Bergmann“ und „Hüttenarbeiter“ stammen aus der Hand des französischen Bildhauers Friedrich Coubillier. | 1911–1913, 1949–1950 | 22. November 1985  | A 951           |
|                |                                    | Fürstenwall 143 Karte             | | 1886–1887            | 21. November 1986  | A 1010          |
|                |                                    | Fürstenwall 191 Karte             | | 1897–1898            | 15. Februar 1983   | A 310           |
| weitere Bilder | Wohnhaus                           | Graf-Adolf-Straße 11 Karte        | Die Wohn- und Geschäftshäuser Graf-Adolf-Straße 11 und 15 waren Teil der so genannten Essmann’schen Geschäftshäuser. Dieser ehemalige Komplex wurde von 1894 bis 1895 unter der Leitung der Berliner Architekten Heinrich Kayser und Karl von Großheim mit ihrem Düsseldorfer Büroleiter Max Wöhler erbaut. Er bildete den Blockrand an der Ecke Königsallee, Graf-Adolf-Straße und Hüttenstraße. | 1894–1895            | 3. Mai 2010        | A 1596          |
| Wohnhaus       | Wohnhaus                           | Graf-Adolf-Straße 15 Karte        | | 1894–1895            | 3. Mai 2010        | A 1597          |
|                |                                    | Gustav-Poensgen-Straße 5–15 Karte | | 1909–1910            | 28. Januar 1987    | A 1019          |
| weitere Bilder | St. Antonius                       | Helmholtzstraße 44 Karte          | | 1906–1909            | 9. November 1983   | A 455           |
|                |                                    | Herzogstraße 37 Karte             | | 1872                 | 15. Juli 1982      | A 175           |
|                |                                    | Hildebrandtstraße 4 und 24 Karte  | | 1895 und 1917        | 19. Dezember 1985  | A 960           |
|                |                                    | Hildebrandtstraße 6, 8 Karte      | | 1903–1904            | 17. Februar 1986   | A 961           |
| Feuerwache 1   | Feuerwache 1                       | Hüttenstraße 68 Karte             | | 1898                 | 3. August 1984     | A 688           |
|                |                                    | Jahnstraße 27 Karte               | | 1873                 | 7. März 1988       | A 1105          |
|                |                                    | Jahnstraße 29 Karte               | | 1873                 | 11. August 1983    | A 407           |
|                |                                    | Jahnstraße 93 Karte               | | 1905                 | 17. August 1982    | A 209           |
|                |                                    | Kirchfeldstraße 51 Karte          | | 1880                 | 2. November 1999   | A 1475          |
|                |                                    | Kirchfeldstraße 85 Karte          | | 1901                 | 23. Juli 1982      | A 185           |
|                |                                    | Kirchfeldstraße 87 Karte          | | 1903                 | 27. September 1982 | A 228           |
|                |                                    | Kirchfeldstraße 91 Karte          | | 1904                 | 23. Juli 1982      | A 186           |
|                |                                    | Kirchfeldstraße 93 Karte          | | 1904                 | 29. Juli 1982      | A 202           |
|                |                                    | Kirchfeldstraße 95 Karte          | | 1903–1904            | 29. Juli 1982      | A 203           |
|                |                                    | Kirchfeldstraße 97 Karte          | | 1903–1904            | 25. April 1985     | A 892           |
|                |                                    | Kirchfeldstraße 99 Karte          | | 1904                 | 29. Juli 1982      | A 204           |
|                |                                    | Kirchfeldstraße 101 Karte         | | 1903–1904            | 23. Juli 1982      | A 187           |
|                |                                    | Kirchfeldstraße 103 Karte         | | 1904                 | 23. Juli 1982      | A 188           |
|                |                                    | Kirchfeldstraße 105 Karte         | | 1904                 | 23. Juli 1982      | A 190           |
| weitere Bilder | Städtische Realschule Luisenstraße | Luisenstraße 73 Karte             | Die Knabenmittelschule an der Luisenstraße wurde erbaut unter Johannes Radke. Die Bauplastiken schuf der Bildhauer Adolf Simatschek. | 1907                 | 8. Dezember 1994   | A 1326          |
|                |                                    | Luisenstraße 91–99 Karte          | Architekt Ernst Roeting für die die Aders’sche Wohnungsstiftung mit Jugendstil-Dekorformen an den Erkern. | 1899                 | 23. Februar 1982   | A 54            |
| weitere Bilder | Wohnhaus                           | Morsestraße 12 Karte              | | 1904–1905            | 21. November 1986  | A 1011          |
|                |                                    | Oberbilker Allee 24 Karte         | | 1892                 | 28. März 1985      | A 876           |
| weitere Bilder | ehemaliges Kloster                 | Talstraße 104 Karte               | Der Architekt des Gebäudes mit Backsteinfassade, Fenstern mit gotischen Bögen und Dachgiebel mit Türmchen war Wilhelm Sültenfuß. 1893 wurde hier das Kloster der Barmherzigen Brüder zu Monschau eröffnet. 60 Jahre später verließen die Mönche das Kloster. In den 1960er Jahren erwarb der Konditor Otto Bittner den Bau und verlegte seine Schokoladenproduktion in den Hinterhof. In den 1980er Jahren wurde die Klosterkapelle abgerissen, bis es schließlich in 2010 unter Denkmalschutz gestellt wurde. | 1892                 | 26. Februar 2010   | A 1591          |